# One Night in New York City
One More Night at New York City è il primo album dal vivo del supergruppo statunitense Yellow Matter Custard.  

## Descrizione
L'album fu registrato in quattro diverse serate nel 2003  tutti i brani sono cover dei Beatles.
I brani sono molto rivisitati rispetto alle versioni originali, vennero riarrangiati in versione progressive metal. L'album, nella versione originale, era composto da tre CD; poi, nel 2005 venne aggiunto il DVD; ognuno di essi conteneva tre canzoni, tuttavia, nella versione giapponese dell'album vi sono tracce diverse, e sono presenti 30 canzoni.
Particolarmente nota in questo album è l'interpretazione del brano While My Guitar Gently Weeps, scritta da George Harrison; la band ne fa una versione di 7 minuti, con un lungo assolo finale di Paul Gilbert; il relativo singolo venne rilasciato il 24 settembre 2003 come primo estratto dell'album. I singoli successivi furono Mean Mr. Mustard e Magical Mystery Tour.
In seguito alla pubblicazione dell'album, la band intraprese il suo tour 2003-2004, intitolato One Night with the Beatles.

## Tracce
Testi e musiche dei Beatles: 

### CD
CD 1
1. Magical Mystery Tour
2. Dear Prudence
3. Dig a Pony
4. She Said She Said
5. You Can't Do That
6. I Call Your Name
7. When I Get Home
8. If I Fell
9. Nowhere Man
10. Rain

CD 2
1. I Am the Walrus
2. While My Guitar Gently Weeps
3. Carry That Weight
4. Baby's in Black
5. I'll Be Back
6. No Reply
7. Savoy Truffle
8. The Night Before
9. You're Going to Lose That Girl
10. Ticket to Ride

CD 3
1. Mean Mr. Mustard
2. The Continuing Story of Bungalow Bill
3. Think for Yourself
4. Wait
5. Don't Let Me Down[1]
6. Because
7. Lovely Rita
8. Good Morning Good Morning
9. I'm Happy Just to Dance with You
10. A Day in the Life

### DVD
1. Magical Mystery Tour
2. Dear Prudence
3. Dig a Pony
4. She Said She Said
5. I Call Your Name
6. You Can't Do That
7. When I Get Home
8. Nowhere Man
9. Rain
10. Free as a Bird
11. Come Together
12. I Am the Walrus
13. While My Guitar Gently Weeps
14. Carry That Weight
15. Baby's in Black
16. I'll Be Back
17. No Reply
18. The Night Before
19. You're Going to Lose That Girl
20. Ticket to Ride
21. Everybody's Got Something to Hide Except Me and My Monkey
22. Every Little Thing
23. There's a Place
24. A Day in the Life

## Formazione
- Neal Morse – voce, tastiera
- Paul Gilbert – chitarra
- Matt Bissonette – basso
- Mike Portnoy – batteria, voce